# Daniel Ceccaldi
Daniel Ceccaldi  (Meaux, 25 juli 1927 - Parijs 27 maart 2003)  was een Frans acteur. 
Hij was te zien in ruim honderd langspeelfilms, gespreid over vijfenvijftig jaar, en dit hoofdzakelijk als tweedeplansacteur.

## Leven en werk

### Afkomst en opleiding
Ceccaldi was van Corsicaanse afkomst. Zijn vader was staatsambtenaar. Reeds op jonge leeftijd werd hij door zijn moeder meegenomen naar toneelopvoeringen waar zijn voorliefde voor het theater ontstond.
Na zijn studies in de rechten volgde Ceccaldi acteerlessen aan het Parijse Théâtre du Vieux-Colombier, bij de gereputeerde Frans-Russische actrice, regisseuse en docente dramatische kunst Tania Balachova.

### Toneel
Ceccaldi was op de eerste plaats een theateracteur. Hij maakte zijn debuut in 1946. Tussen dat jaar en 1971 stond hij vijfentwintig jaar lang regelmatig op de bühne. Daarna werden zijn acteerprestaties sporadischer. Hij speelde veel en graag in het boulevardtheater en hielp toneelstukken brengen van onder meer Marcel Aymé, Armand Salacrou, Marcel Achard, Félicien Marceau, Georges Feydeau, Jean Poiret en de tandem Pierre Barillet-Jean-Pierre Grédy. 
Hij werd dikwijls geregisseerd door het kruim van de Franse toneelregisseurs: Jean-Louis Barrault, Raymond Rouleau, Jean Meyer, Jacques Charron, Pierre Fresnay, André Barsacq, Sacha Pitoëff, Jean Piat, Yves Robert, Pierre Mondy en Jean-Christophe Averty.
Ceccaldi schref ook twee toneelstukken: L'Éventail en Mais qu'est-ce qui fait courir les femmes, la nuit à Madrid?.

### Film

#### Cinema de papaen commercieel vakwerk
In de jaren vijftig en zestig werkte Ceccaldi voornamelijk samen met commercieel ingestelde regisseurs. Dit waren gedegen vakmannen die dikwijls werden beschouwd als vertegenwoordigers van de cinéma de papa: Jean Delannoy (2 films), Yves Allégret (2), André Hunebelle (3), en Denys de La Patellière (2) voorop. Ook Claude Autant-Lara, Christian-Jaque, Gilles Grangier en Henri Verneuil deden een beroep op hem. 
Vermeldenswaardig waren eveneens twee wervelende en erg succesvolle Belmondo-komedies van Philippe de Broca, twee vroege komedies van Michel Deville en het succesrijk regiedebuut (de komedie Le Jouet) van Francis Veber.

#### Nouvelle vague
Nouvelle vague-icoon François Truffaut deed drie keer een beroep op Ceccaldi, eerst voor het romantisch drama La Peau douce (1964), vervolgens voor de tragikomedies Baisers volés (1968) en Domicile conjugal (1970), de delen drie en vier van de Doinel-cyclus waarin Ceccaldi twee keer de vader van Christine vertolkte, de vriendin en latere vrouw van hoofdpersonage Antoine Doinel.
Éric Rohmer, een andere nouvelle vaguecineast, volgde Truffauts voorbeeld en castte Ceccaldi in zijn tragikomedie L'Amour l'après-midi.

#### Voorliefde voor komedies
Later opteerde Ceccaldi nog uitdrukkelijker voor het komische genre, wat parallel liep met zijn liefde voor het boulevardtheater. Samen met de tragikomedie was dit het genre waarin hij het vaakst acteerde. Ceccaldi werkte heel trouw samen met de regisseurs Pascal Thomas (8 films), Jean Girault (5), Claude Vital (5) en Edouard Molinaro (4). In hun films toonde hij volop zijn komisch talent. Hij werd ook vaak gecast in misdaadfilms, die soms komisch getint waren.

#### Latere carrière
Vanaf de jaren tachtig was Ceccaldi veel minder te zien op het witte doek dan tijdens zijn productieve jaren zestig en zeventig. Hij verscheen meer op het kleine scherm. 
In 1982 regisseerde hij zijn enige film: de komedie Jamais avant le mariage

#### Typische rollen
Ceccaldi was niet vast te pinnen op een bepaald type. Hij werd wel redelijk dikwijls gecast als hogere politiebeambte (inspecteur, commissaris, prefect) en als militair (officieren zoals luitenant en commandant, onderofficieren, reservist). Hij was ook te zien als gezagvoerder op zee (admiraal, scheepskapitein en scheepsluitenant) en als geestelijke (abt, pastoor). Hij belichaamde ook wel eens aristocraten (twee koningen - Hendrik III van Frankrijk en Lodewijk XIII van Frankrijk -, een markies en een ridder). 
Af en toe werd hij opgevoerd als uitoefenaar van een prestigieus vrij beroep (advocaten, dokter, (bestuurs)voorzitter, PR-directeur,...), als cultuurfunctionaris (theaterproducent en -administrator en filmproducent) of als politicus, ambassadeur, inspecteur van financiën en vennoot. Hij gaf ook gestalte aan een kelner en een barman, een treinconducteur, een kapper, een verkoper, een vertegenwoordiger, een bediende, een oplichter en een juwelendief. Hij was zelfs revolutionair (Jean-Baptiste Drouet).
Uiteraard trad hij ook op als echtgenoot, ex-man (van Brigitte Bardot), minnaar, echtgenoot, oom en vriend.

### Privéleven
Ceccaldi was gehuwd en had twee kinderen, een zoon (Laurent, 1969) en een dochter (Laetitia, 1972).
Hij stierf in 2003 ten gevolge van leverkanker op 75-jarige leeftijd. Hij ligt begraven op het cimetière du Montparnasse.

## Filmografie (selectie)

### Acteur
- 1948 - Le Diable boiteux (Sacha Guitry)
- 1949 - Maya (Raymond Bernard)
- 1949 - Le Jugement de Dieu (Raymond Bernard)
- 1951 - Les miracles n'ont lieu qu'une fois (Yves Allégret)
- 1954 - Mam'zelle Nitouche (Yves Allégret)
- 1954 - La Reine Margot (Jean Dréville)
- 1955 - Frou-Frou (Augusto Genina)
- 1955 - Le Fils de Caroline Chérie (Jean-Devaivre)
- 1955 - Nana (Christian-Jaque)
- 1955 - Les Grandes Manœuvres (René Clair)
- 1955 - La Madelon (Jean Boyer)
- 1956 - Marie-Antoinette reine de France (Jean Delannoy)
- 1956 - La Lumière d'en face (Georges Lacombe)
- 1956 - Mannequins de Paris (André Hunebelle)
- 1957 - Les Aventures d'Arsène Lupin (Jacques Becker)
- 1959 - Un témoin dans la ville (Edouard Molinaro)
- 1960 - Le Dialogue des Carmélites (Philippe Agostini)
- 1961 - Mourir d'amour (Dany Fog)
- 1961 - Les Amours célèbres (Michel Boisrond) (anthologiefilm, episode Les Comédiennes)
- 1961 -  Les lions sont lâchés (Henri Verneuil)
- 1962 - Le Voyage à Biarritz (Gilles Grangier)
- 1963 - Les Veinards (anthologiefilm, episode Le repas gastronomique van Jean Girault)
- 1963 - Les Bricoleurs (Jean Girault)
- 1963 - L'Appartement des filles (Michel Deville)
- 1963 - Pouic-Pouic (Jean Girault)
- 1963 - L'Homme de Rio (Philippe de Broca)
- 1964 - La Peau douce (François Truffaut)
- 1964 - Patate (Robert Thomas)
- 1964 - Coplan agent secret FX 18 (Maurice Cloche)
- 1965 - Cent briques et des tuiles (Pierre Grimblat)
- 1965 - Faites vos jeux, mesdames (Marcel Ophüls)
- 1965 - La Grosse Caisse (Alex Joffé)
- 1965 - Le Tonnerre de Dieu (Denys de La Patellière)
- 1965 - La Métamorphose des cloportes (Pierre Granier-Deferre)
- 1965 - Le Journal d'une femme en blanc (Claude Autant-Lara)
- 1965 - Quand passent les faisans (Edouard Molinaro)
- 1965 - Du rififi à Paname (Denys de La Patellière)
- 1966 - Monsieur le président-directeur général (Jean Girault)
- 1968 - Baisers volés (François Truffaut)
- 1969 - L'Ours et la Poupée (Michel Deville)
- 1969 - Une veuve en or (Michel Audiard)
- 1970 - Domicile conjugal (François Truffaut)
- 1972 - L'Amour l'après-midi (Éric Rohmer)
- 1972 - Les Zozos (Pascal Thomas)
- 1972 - Pas folle la guêpe (Jean Delannoy)
- 1973 - Le Complot (René Gainville)
- 1973 - Le Concierge (Jean Girault)
- 1973 - La Chute d'un corps (Michel Polac)
- 1973 - Pleure pas la bouche pleine (Pascal Thomas)
- 1974 - OK patron (Claude Vital)
- 1974 - Les Quatre Charlots mousquetaires (André Hunebelle)
- 1974 - À nous quatre, Cardinal ! (André Hunebelle)
- 1974 - France société anonyme (Alain Corneau)
- 1974 - Le Chaud Lapin (Pascal Thomas)
- 1974 - Dis-moi que tu m'aimes (Michel Boisrond)
- 1975 - Un divorce heureux (Henning Carlsen)
- 1975 - Le Téléphone rose (Edouard Molinaro)
- 1975 - L'Incorrigible (Philippe de Broca)
- 1976 - Le Jouet (Francis Veber)
- 1976 - Le Chasseur de chez Maxim's (Claude Vital)
- 1977 - Le Maestro (Claude Vital)
- 1977 - Un oursin dans la poche (Pascal Thomas)
- 1977 - Mort d'un pourri (Georges Lautner)
- 1978 - L'Hôtel de la plage (Michel Lang)
- 1978 - Ils sont fous ces sorciers (Georges Lautner)
- 1979 - Confidences pour confidences (Pascal Thomas)
- 1979 - Le Temps des vacances (Claude Vital)
- 1979 - Charles et Lucie (Nelly Kaplan)
- 1980 - Tous vedettes (Michel Lang)
- 1980 - Une merveilleuse journée (Claude Vital)
- 1981 - Celles qu'on n'a pas eues (Pascal Thomas)
- 1981 - Pour la peau d'un flic (Alain Delon)
- 1982 - Ça va faire mal! (Jean-François Davy)
- 1983 - Le Braconnier de Dieu (Jean-Pierre Darras)
- 1985 - L'Amour en douce (Edouard Molinaro)
- 1989 - Les Maris, les Femmes, les Amants (Pascal Thomas)
- 1989 - El Sueño del mono loco (Fernando Trueba)
- 1998 - Dieu seul me voit (Versailles-Chantiers) (Bruno Podalydès)
- 1998 - Un grand cri d'amour (Josiane Balasko)
- 1999 - Le Fils du Français (Gérard Lauzier)
- 2001 - Le Vélo de Ghislain Lambert (Philippe Harel)
- 2003 - Elle est des nôtres (Siegrid Alnoy)

### Regisseur
- 1982 - Jamais avant le mariage